# 少花大苞兰
少花大苞兰（学名：Sunipia intermedia），为兰科大苞兰属下的一个植物种。
其种加词“intermedia”意为“中间的”。